# Dryopteris arguta
Dryopteris arguta är en träjonväxtart som först beskrevs av Georg Friedrich Kaulfuss, och fick sitt nu gällande namn av Watt. Dryopteris arguta ingår i släktet Dryopteris och familjen Dryopteridaceae. Inga underarter finns listade.

## Bildgalleri

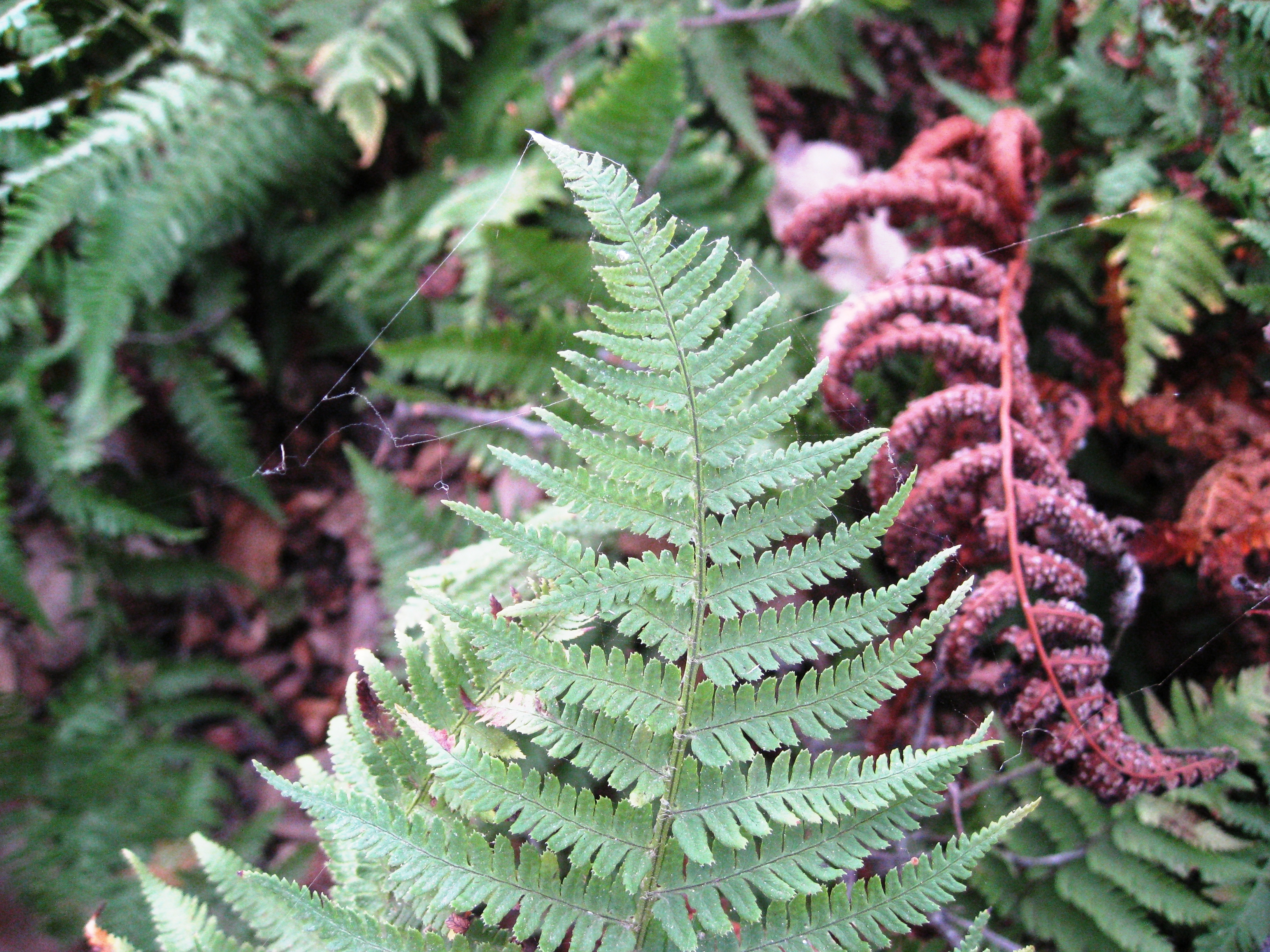